# Corro de brujas

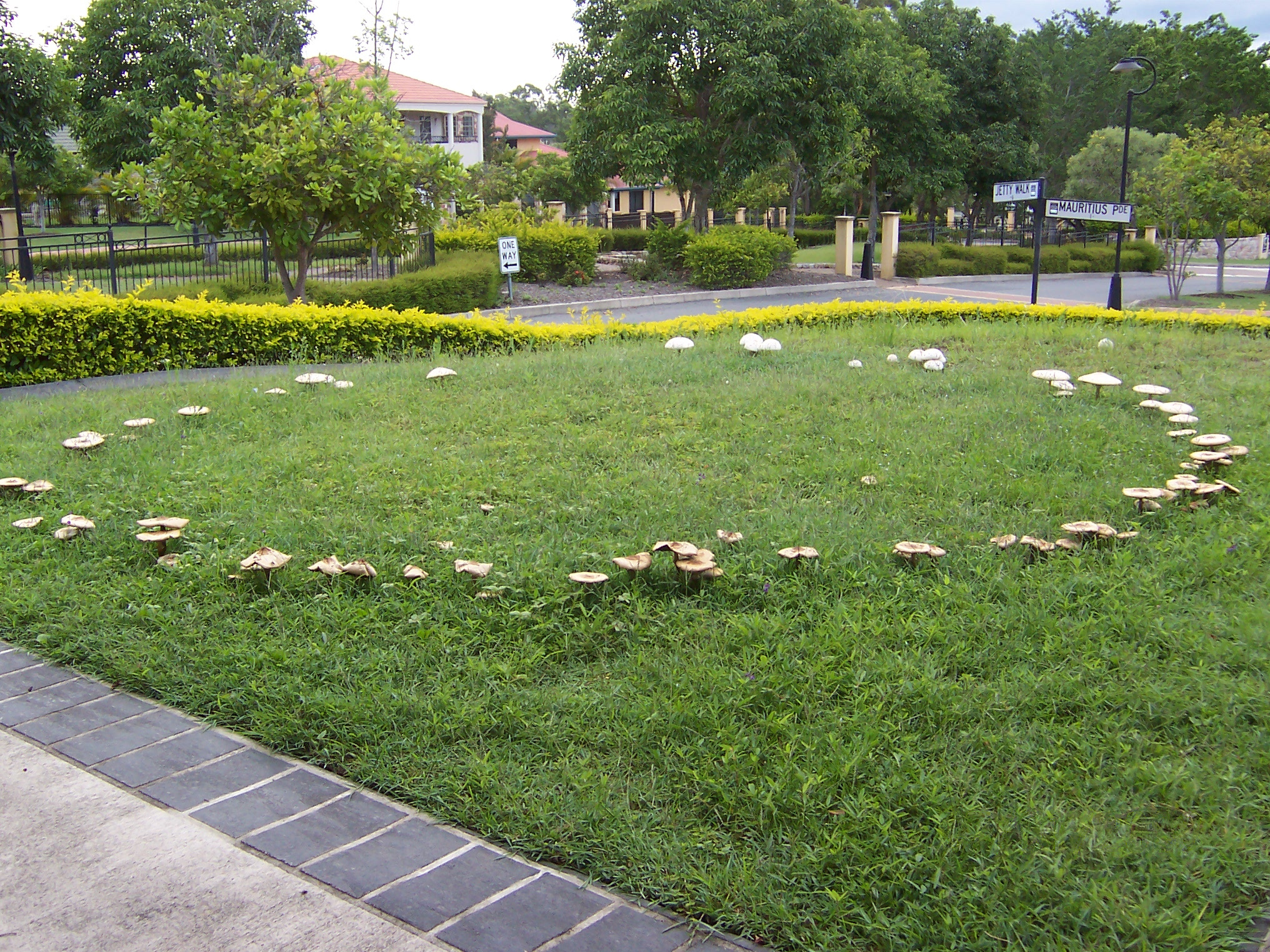
Crecimientos de hongos formando un definido círculo.

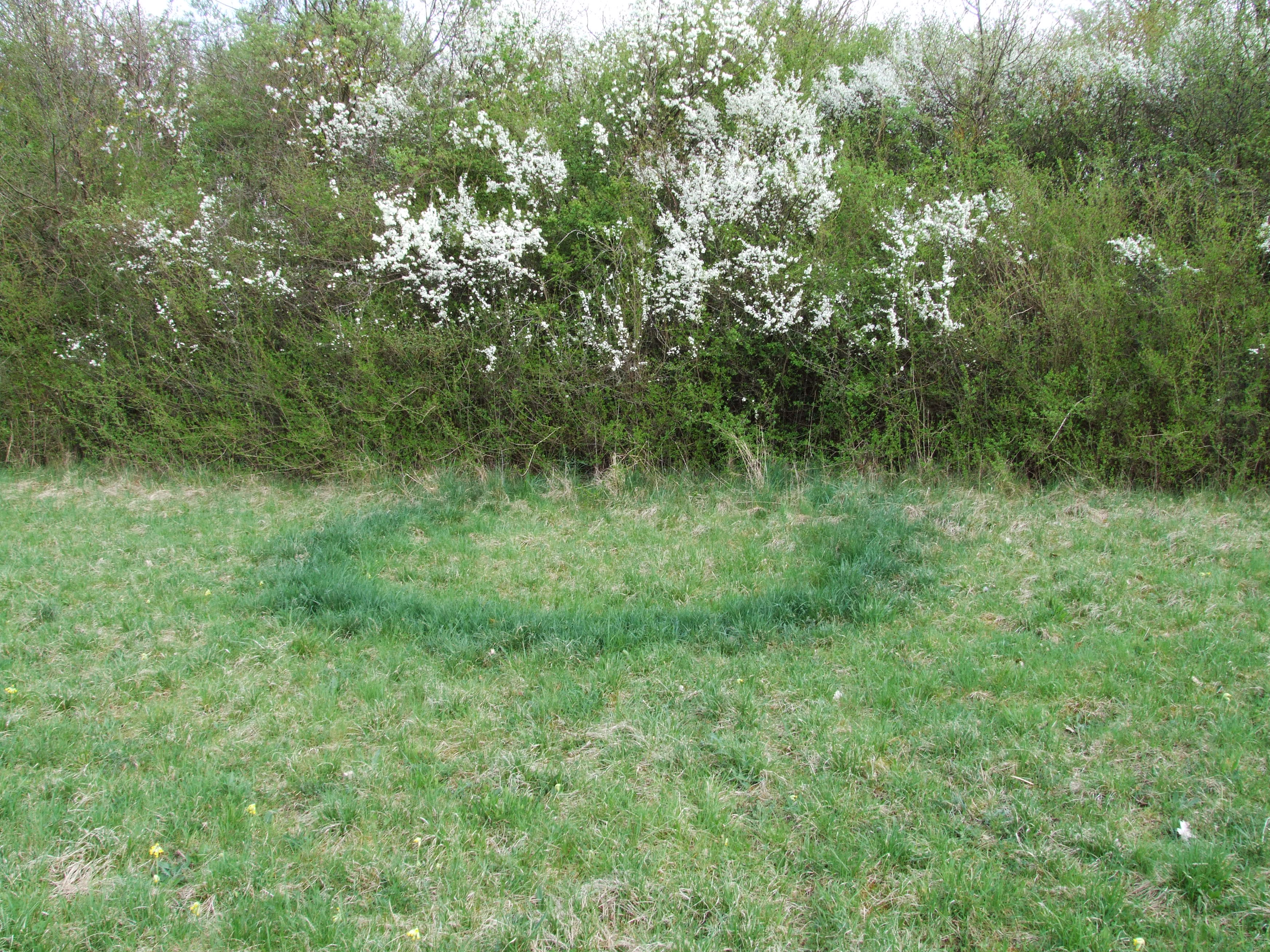
Corros de brujas en un prado.

Un corro de brujas es un anillo o sector anular formado por el crecimiento radial del micelio de un hongo. Suele manifestarse por bandas de distinto color en la hierba, especialmente cuando crecen en praderas. En bosques, su presencia se detecta cuando el hongo fructifica.
Su tamaño suele ser reducido, de unos decímetros a unos pocos metros.
Cuando los hongos que forman corros de brujas crecen en praderas, su crecimiento crea unas bandas concéntricas de hierba amarilleada en la periferia y mucho más verde en el interior inmediato. Esto se debe a que el micelio vivo compite con la hierba por los nutrientes, causando que la hierba se agoste. Cuando el micelio muere y se descompone, la hierba aprovecha el exceso de nutrientes liberados. Esto se repite año tras año mientras el corro se ensancha.
Estos anillos ocupaban un lugar importante en las mitologías europeas, como la celta o la germánica, en las que se sostenía que eran puertas a reinos feéricos, o lugares donde habían bailado hadas, duendes o brujas.

### Arte

Anillos de hadas en el arte
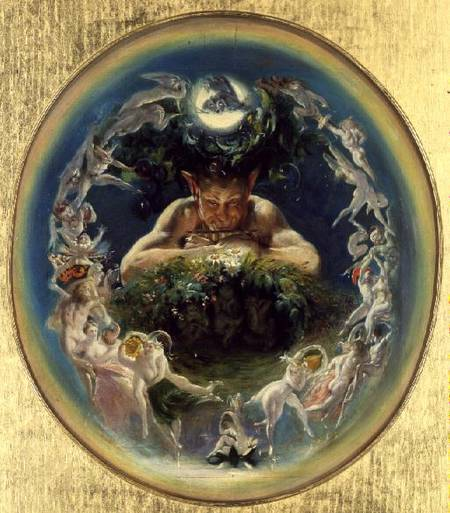
El Fauno y las Hadas (1834) de Daniel Maclise
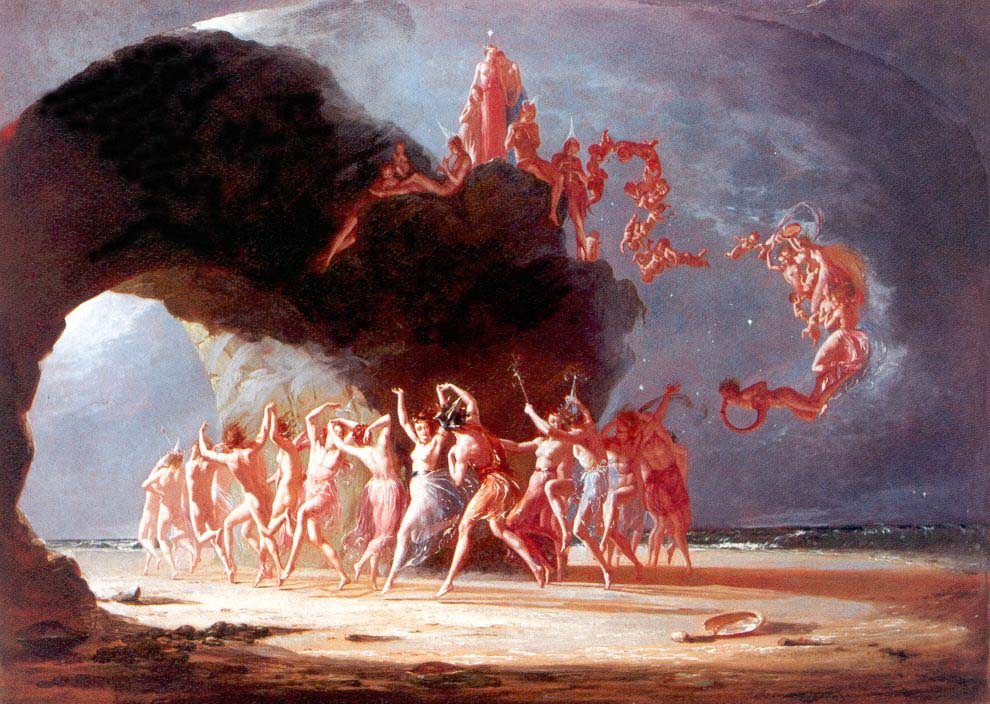
Ven a Estas Arenas Amarillas (1842) de Richard Dadd.
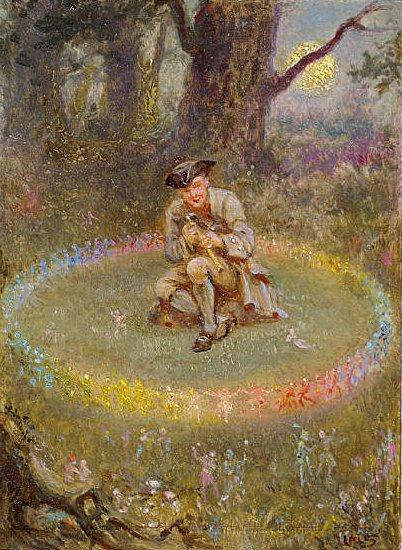
El Anillo de Hada; La Pipa Encantada (c.1880) por William Holmes Sullivan